# Combretum psidioides
Combretum psidioides là một loài thực vật có hoa trong họ Trâm bầu. Loài này được Welw. mô tả khoa học đầu tiên năm 1856.